# Nicola Savarese
Nicola Savarese (Roma, 16 dicembre 1945 – Roma, 20 giugno 2024) è stato un critico teatrale e curatore editoriale italiano.

## Biografia
Fu docente di Storia del Teatro e dello Spettacolo all'Università "La Sapienza" di Roma, all'Università di Lecce e al Dams di Bologna. Negli anni Ottanta tenne la stessa cattedra nelle università di Kyoto e Montréal; insegnò poi alla Sorbona di Parigi nel 2005. 
Fu infine professore di Discipline dello Spettacolo all'Università di Roma Tre.
Fu membro fondatore, con Franco Ruffini e altri, dell'"International School of Theatre Anthropology" (ISTA), diretta da Eugenio Barba. Nel 2007 curò una mostra archeologica dal titolo "In Scaena", esposta al Colosseo dal 3 ottobre 2007 al 17 febbraio 2008, sul teatro romano e le sue origini nel mondo greco.
Curò la collana "Il teatro del XX secolo" presso Laterza.
Nicola Savarese morì in una clinica di Roma il 20 giugno 2024 all'età di 78 anni.

## Opere principali
- Il teatro al di là del mare: leggendario occidentale dei teatri d'Oriente, Studio Forma, Torino, 1980
- Anatomia del teatro: un dizionario di antropologia teatrale (a cura di), La casa Usher, Firenze, 1983
- Teatro (a cura di, con Fabrizio Cruciani), Garzanti, Milano, 1991 ISBN 8811475112
- Teatro e spettacolo fra Oriente e Occidente, Laterza, Roma-Bari, 1992 ISBN 88-420-3951-9
- Teatri romani: gli spettacoli nell'antica Roma, (a cura di) Il Mulino, Bologna, 1996 ISBN 88-15-05466-9
- Il racconto del teatro cinese, NIS, Roma 1997 ISBN 884300526X; Carocci, Roma, 2003 ISBN 8843025805
- Storia del teatro, a cura di John Russell Brown, ed. italiana a cura di Nicola Savarese, Il Mulino, Bologna, 1998 ISBN 8815063552
- Il teatro eurasiano, Laterza, Roma-Bari 2002 ISBN 8842065986
- Te@tri nella rete, Roma, Carocci.2003 -
- Training! (a cura di, con Claudia Brunetto), Dino Audino, Roma, 2004 ISBN 8875271631
- L'arte segreta dell'attore: un dizionario di antropologia teatrale (a cura di, con Eugenio Barba), Ubulibri, Milano, 2005 ISBN 8877482729
- In scaena: il teatro di Roma antica (a cura di), Electa, Milano, 2007 (in occasione della Mostra a Roma) ISBN 9788837053352
- Eurasian Theatre. Drama and Performance Between East and West from Classical Antiquity to the Present, Wroclaw, Icarus, 2010
- Teatri romani. Gli spettacoli nell'Antica Roma, Bologna, Cue Press, 2015. ISBN 9788898442744.
- Teatri greco-romani d'Italia, di Vincenzo Blasi, con, Bologna, Cue Press, 2019. ISBN 9788855100625.
- Parigi-Artaud-Bali. Antonin Artaud vede il teatro balinese all’Esposizione Coloniale di Parigi 1931, con Ferdinando Taviani e Leszek Kolanklewicz, Bologna, Cue Press, 2021. ISBN 9788855101110.
- Terzo teatro. Un grido di battaglia, con Eugenio Barba, Franco Ruffini, Julia Varley, a cura di Claudio La Camera, La Bussola, Genzano di Roma, 2021. ISBN 9791280317049.
- Insolita storia di Prospero Ferretti pittore, Mimesis Edizioni, Sesto San Giovanni - MI, 2022 ISBN 9788857588414.